# Wilhelm Christian Steeb
Wilhelm Christian Steeb (* 7. Januar 1788 in Grabenstetten; † 12. Dezember 1871) war ein württembergischer Landtagsabgeordneter.

## Leben
Wilhelm Christian Steeb war der Sohn des Pfarrers und Schriftstellers in Grabenstetten Johann Gottlieb Steeb und der Johanna Luise geb. Reinhardt (1751–1835). Er hatte 13 Geschwister.
Steeb war als Amtsschreiber in Pfullingen tätig. 
1819 wurde er für den Wahlkreis Reutlingen (Amt) in die Zweite Kammer des württembergischen Landtags gewählt. Er gehörte der Ständeversammlung bis 1826 an.